# Hermann Pfeifer (Architekt)
Hermann Pfeifer (* 7. April 1859 in Wöllershof, Oberpfalz; † 24. Januar 1940 in Creußen, Oberfranken) war ein deutscher Architekt und Hochschullehrer.

## Leben
Hermann Pfeifer wurde 1859 als Sohn eines Gutsbesitzers geboren. Er erhielt von 1865 bis 1869 Privatunterricht, besuchte anschließend bis 1873 ein humanistisches Gymnasium und von 1873 bis 1877 ein Realgymnasium. Nach dem Schulabschluss war er bis 1878 als Landwirt tätig, bevor er von 1878 bis 1882 Architektur an der Technischen Hochschule München studierte. Zu seinen akademischen Lehrern dort gehörte Friedrich von Thiersch. Pfeifer absolvierte anschließend bis 1886 den Vorbereitungsdienst als Regierungsbauführer (Referendar) im bayerischen Staatsdienst. In diesen Zeitraum fallen Studienreisen nach Amerika. Er ging 1886 zurück an die Technische Hochschule München, wo er bis 1890 als wissenschaftlicher Assistent tätig war und nach seiner Habilitation als Privatdozent lehrte.
Pfeifer wurde 1891 an die Technische Hochschule Braunschweig berufen, wo er als Professor für Antike Baukunst und Renaissance lehrte. Er war von 1894 bis 1900 sowie 1908/1909 und von 1915 bis 1917 Vorstand der Abteilung Architektur. Im Jahr 1900 besuchte er die Pariser Weltausstellung. Einen Ruf an die Technische Hochschule Hannover im Jahr 1904 lehnte er ab. Er war von 1923 bis 1925 erneut Dekan der Architektur-Abteilung. In den 1920er Jahren verlagerte sich der Schwerpunkt von Pfeifers Lehre auf Ornamentik, Raumkunst, Städtebau und das Entwerfen von Hochbauten. Auch nach seiner 1927 erfolgten Emeritierung setzte er seine Lehrtätigkeit bis 1939 fort.
Pfeifer war seit mindestens 1913 Mitglied im Deutschen Werkbund. Er erhielt 1908 den Titel eines Geheimen Hofrats und wurde 1919 mit der Ehrendoktorwürde der Technischen Hochschule München geehrt.
Hermann Pfeifer wohnte bis 1939 in Braunschweig. Er starb im Januar 1940 im Alter von 80 Jahren in Creußen. Seinen künstlerischen Nachlass, bestehend aus Zeichnungen und Aquarellen, verwahrt die Universitätsbibliothek Braunschweig.

## Bauten (Auswahl)

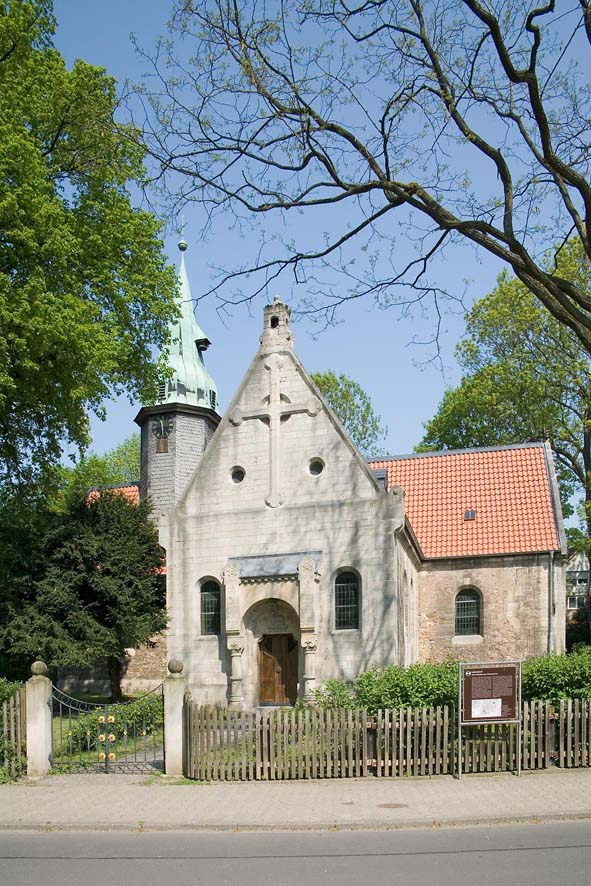
Dorfkirche in Lehndorf

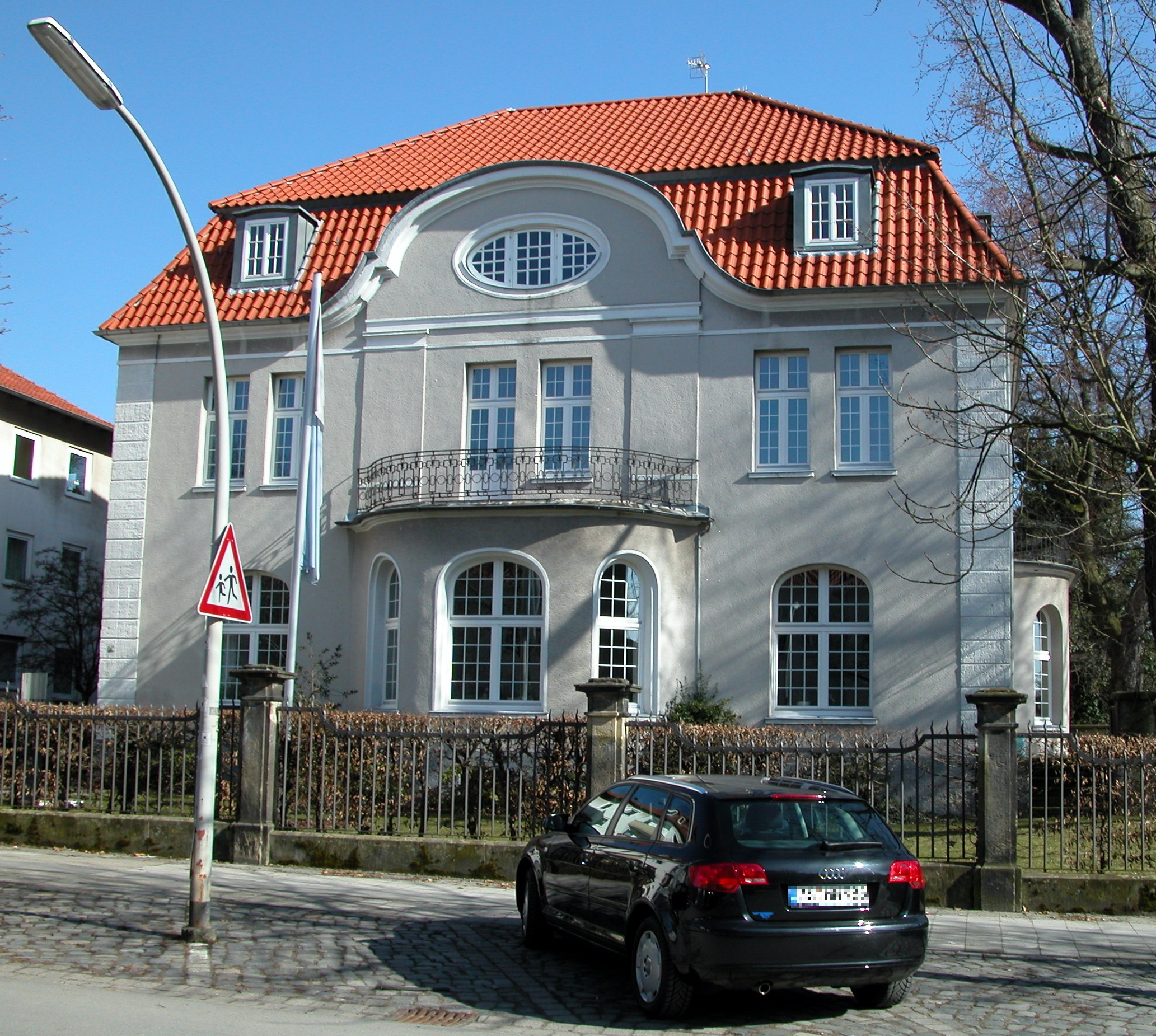
Haus Fallersleber-Tor-Wall 16 in Braunschweig

- 1896: Wettbewerbsentwurf für das Völkerschlachtdenkmal in Leipzig (nicht prämiert)
- 1899: Bismarckdenkmal in Magdeburg (gemeinsam mit dem Bildhauer Carl Echtermeier; zerstört)
- 1903–1905: Erweiterungsbau der Dorfkirche in Lehndorf bei Braunschweig (unter Denkmalschutz)
- 1906–1907: Wohnhaus in Braunschweig, Fallersleber-Tor-Wall 16 (später genannt „Felmy-Villa“; erhalten)
- 1909: Wiederaufbau von Schloss Dondangen, Kurland
- 1909: Wohnhaus für Julius Freiherr von Wangenheim in Braunschweig, Roonstraße 8[5]
- um 1909: Umbau und Erweiterung der Villa Buchler in Braunschweig (1944 zerstört, Ruine 1966 abgerissen)

sowie undatiert
- Umbau des Schlosses Blankenburg

## Schriften (Auswahl)
- Facadenmalereien der Renaissance in Italien und Deutschland. In: Zeitschrift des bayerischen Kunstgewerbevereins München, Jahrgang 1894, Heft 1, S. 1 ff. / Heft 2, S. 13 ff.
- Die deutsche Baukunst der Zukunft. In: Centralblatt der Bauverwaltung, 19. Jahrgang 1899, S. 50 ff., S. 57 ff.
- Künstlerische Aufgaben der Stadt Braunschweig. In: Deutsche Bauhütte, 7. Jahrgang 1903, S. 350 ff.
- Die künstlerische Bedeutung des Fugenschnitts und der Steinbehandlung. In: Architektonische Rundschau, 20. Jahrgang 1904, Heft 12, S. 94–96.
- Kontrast und Rhythmus im Städtebau. In: Der Städtebau, 1. Jahrgang 1904, Heft 7, S. 97–99.
- Die Formenlehre des Ornaments. In: Handbuch der Architektur, Teil 1 Allgemeine Hochbaukunde, Band 3 (Abteilung 4). Kröner, Stuttgart 1906. (Digitalisat)
- Wechselwirkung von Zugang und Bauwerk. In: Architektonische Rundschau, 23. Jahrgang 1907, Heft 3, S. 23 ff. / 24. Jahrgang 1908, Heft 5, S. 35 ff.
- Ausgeführte Entwürfe von Grabplatten, Lichtmasten, Brunnen, Urnen und Pumpbrunnen. In: Neudeutsche Bauzeitung, 5. Jahrgang 1909, S. 96 ff.
- Das heimatliche Dach. In: Braunschweigische Heimat, 1. Jahrgang 1910, S. 50–56. (Digitalisat)